# Ernie Holmes
Earnest Lee Holmes, detto Ernie (Jamestown, 11 luglio 1948 – Beaumont, 17 gennaio 2008), è stato un giocatore di football americano statunitense che ha giocato come defensive tackle nella National Football League. Vinse due Super Bowl negli anni settanta come membro della celebre linea difensiva dei Pittsburgh Steelers soprannominata Steel Curtain.

## Carriera professionistica
Holmes fu scelto nel corso dell'ottavo giro del Draft NFL 1972 dai Pittsburgh Steelers. A fianco di Joe Greene, Dwight White e L.C. Greenwood fece parte di una delle linee difensive più forti di tutti i tempi. Mentre i sack divennero una statistica ufficiale solo nel 1982, gli Steelers attribuiscono a Holmes un totale in carriera di 40, all'ottavo posto nella classifica di tutti i tempi della franchigia e con un massimo in carriera di 11 nel 1974. Con gli Steelers vinse due Super Bowl consecutivi, nel 1974 e 1975, passando l'ultima stagione della carriera nel 1978 con i New England Patriots con cui giocò solo tre partite.

## Palmarès

### Franchigia
- Super Bowl : 2

Pittsburgh Steelers: IX, X,
- American Football Conference Championship: 2

Pittsburgh Steelers: 1974, 1975

### Individuale
- Second-team All-Pro: 1

1974

## Statistiche
| Partite totali | 84   |
| Sack           | 40,0 |